# 胡光宝
胡光宝（1934年12月—2019年2月20日），河北丰南人，中国共产党及中华人民共和国政府官员，曾任中共中央办公厅原副主任负责中央办公厅的常务工作（正部长级）。

## 生平
1956年加入中国共产党。1952年自东北工业会计统计专科学校毕业。1952年3月参加工作。历任国家建委核心组办公室副处长，中华人民共和国进出口管理委员会办公厅副主任，国务院办公厅特区组副组长，国务院特区办公室副主任，中央宣传思想工作领导小组成员，中共中央办公厅副主任（正部长级）。1992年至1993年5月任国务院特区办公室副主任。1993年任全国双拥工作领导小组副组长。1998年3月，第九届全国人大第一次会议上，他当选为全国人民代表大会常务委员会委员。2000年4月29日第九届全国人大常委会第十五次会议通过，补充任命胡光宝为第九届全国人大法律委员会副主任委员。他是中共十五大代表，第九届全国人大常委会委员。2003年4月26日第十届全国人大常委会第二次会议通过，任命胡光宝为第十届全国人大常委会代表资格审查委员会副主任委员。2003年3月17日第十届全国人民代表大会第一次会议通过，任命胡光宝为第十届全国人大法律委员会副主任委员。
2019年2月20日胡光宝因病医治无效在北京逝世，享年85岁。